# 28. World Science Fiction Convention

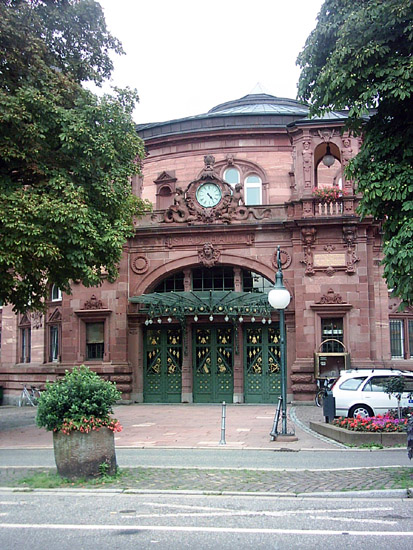
Heidelberg – Stadthalle

Der 28. World Science Fiction Convention, informell auch als Heicon oder Heicon ´70 bezeichnet, war der 28. Worldcon und fand im August 1970 in Heidelberg statt. Es war die erste und bislang (2019) einzige Worldcon in Deutschland.

## Die Veranstaltung
Der Con fand vom 20. bis 24. August 1970 in der Stadthalle Heidelberg statt, die Verleihung der Hugo Awards im Heidelberger Schloss. Anwesend waren rund 620 Gäste aus 15 Ländern vorzugsweise aus dem angloamerikanischen Sprachraum. Der Altersdurchschnitt lag nach Angaben von Dieter Hasselblatt, der selbst Teilnehmer war, bei 25 Jahren. Chairman war Manfred Kage, Toastmaster John Brunner.

## Ehrengäste
Ehrengäste waren Robert Silverberg, der dort seinen Vortrag „Science Fiction in the Age of Revolution“ hielt, sowie E. C. Tubb und Herbert W. Franke.

## Hugo Awards
- Beste Novelle: Die linke Hand der Dunkelheit von Ursula K. Le Guin
- Beste Novella: Ship of Shadows von Fritz Leiber
- Beste Kurzgeschichte: Time Considered as a Helix of Semi-Precious Stones von Samuel R. Delany
- Beste dramatische Präsentation: Filmaufnahmen von Apollo 11
- Bestes professionelles Magazin: The Magazine of Fantasy and Science Fiction
- Bester professioneller Künstler: Frank Kelly Freas
- Bestes Fanzine: Science Fiction Review, herausgegeben von Richard E. Geis
- Bester Fan-Schriftsteller: Bob Tucker
- Bester Fan-Künstler: Tim Kirk